# Comuna Mșaneț, Zboriv
Mșaneț (în ucraineană Мшанець) este o comună în raionul Zboriv, regiunea Ternopil, Ucraina, formată din satele Ditkivți, Homivka și Mșaneț (reședința).

## Demografie
Componența lingvistică a comunei Mșaneț
     Ucraineană (99,93%)
     Alte limbi (0,07%)
Conform recensământului din 2001, majoritatea populației comunei Mșaneț era vorbitoare de ucraineană (99,93%), existând în minoritate și vorbitori de alte limbi.